# Mainardo di Neuhaus
Mainardo di Neuhaus (... – Praga, 1362) è stato principe vescovo di Trento dal 1349 al 1360.

## Biografia
Mainardo, barone di Neuhaus, era canonico di Praga. Parente di Margherita, moglie del conte del Tirolo Ludovico, fu nominato vescovo di Trento il 4 novembre 1349 da papa Clemente VI. Il suo predecessore Giovanni di Pistoia aveva rinunciato alla carica dopo circa un anno, senza mai essere potuto entrare nella diocesi a causa dell'opposizione del conte. Non ci riuscì nemmeno Mainardo, che la resse tramite suffraganei.
Si dimise nell'agosto 1360 e al suo posto fu nominato Alberto di Ortenburg. Morì a Praga nel 1362.